# The Payback (canção)
"The Payback" é uma canção funk de James Brown, e o título do álbum de mesmo nome de 1973. A letra da canção, originalmente escrita pelo trombonista e bandleader Fred Wesley mas revisada pelo próprio Brown pouco antes de ser gravada, fala de sua preocupação com a vingança que ele planeja contra um homem que o traiu. A canção é notável por seus arranjos e uso do wah-wah com guitarra - uma relativa raridade nas gravações anteriores de Brown. Lançada como single de duas partes (apresenta um radialista no começo da parte um) em fevereiro de 1974, foi o primeiro de um sucessão de três singles de Brown a alcançar o número 1 na parada R&B naquele ano - as últimas canções a alcançar o topo das paradas em sua carreira. Também alcançou o número 26 da parada Billboard Hot 100. Foi seu segundo, e último, single a ser certificado ouro pela RIAA.
A canção e o álbum de mesmo nome foram originalmente gravados por Brown para serem a trilha sonora do filme blaxploitation Hell Up in Harlem de 1973, mas foi rejeitado pelos produtores do filme como "a mesma velha coisa de James Brown". Brown, com raiva, decidiu lançar o álbum. A trilha-sonora foi então gravada pelo artista da Motown Records, Edwin Starr. Posteriormente, Brown gravou "Rapp Payback (Where Iz Moses)", um releitura de "The Payback", em  1980. Refez a canção em 1988, remixou e a lançou como "The Payback Mix (Part One)" no Reino Unido. Esta versão foi um dos maiores sucesso de Brown no Reino Unido, alcançando o número 12 na parada UK singles chart.
"The Payback" tem sido sampleada por muitos artistas, incluindo inúmeros artistas de hip hop e R&B. O grupo En Vogue gravou dois sucessos R&B, "Hold On" e "My Lovin' (You're Never Gonna Get It)", baseadas em loops da canção original. LL Cool J sampleou "The Payback" em sua canção de 1990 "The Booming System". Mary J. Blige sampleou a canção em seu sucesso de 1997 "Everything". O grupo Total (featuring Notorious BIG) sampleou a canção em seu sucesso de 1995 "Can't You See". O grupo de Keith Sweat, Silk, na canção "Happy Days" sampleou "The Payback" no álbum de estreia de 1992, Lose Control (que foi produzido pelo próprio Sweat). Big Black lançou uma cover da canção em seu EP de 1984 Racer-X. Massive Attack também sampleou a canção em sua faixa "Protection" do álbum de  1995 Protection. Eboni Foster sampleou a canção no single "Crazy for You" de 1998. O rapper Kendrick Lamar usou elementos da canção em sua faixa de 2015 "King Kunta".

## Aparições em outras mídias
- Na trilha sonora do game Grand Theft Auto: San Andreas na estação de rádio Master Sounds 98.3.
- No filme de Guy Ritchie, Lock, Stock and Two Smoking Barrels.
- na trilha sonora original de When We Were Kings (1997)
- No filme de Jesse Dylan de 2001, How High.
- No filme de 2002 de Mars Callahan, Poolhall Junkies.
- Uma amostra da canção é usada no tema do NBA Countdown da ESPN.
- Em episódio da segunda temporada de Everybody Hates Chris.
- Na terceira temporada de The Wire, a canção está tocando na piscina que o personagem The Deacon frequenta.
- No filme dos Hughes Brothers, Dead Presidents.
- Na final da primeira temporada do seriado da FX, Damages.
- Em um episódio do seriado Scrubs, durante umas das fantasias de J.D. sobre como é legal entrar em um hospital como cirurgião.
- No filme Hollywood Shuffle, a melodia da canção é usada durante o ensaio para o filme "Jivetime Jimmy's Revenge" - o filme em que Bobby (Robert Townsend) ganha o papel principal como "Jimmy." Jimmy também usa a frase da canção "I'm mad, I want revenge" quando seu irmão morre em seus braços.
- Em muitas entradas no ring no boxe profissional. Mais notadamente usada por Lennox Lewis durante sua caminhada até o ring na disputa do campeonato de pesos-pesados contra Hasim Rahman em 2001, em que Lewis venceu por nocaute.
- Em um episódio de Bernie Mac Show.
- No programa de TV The Cleveland Show, no episódio "The Curious Case of Jr. Working at The Stool".
- Em maio de 1995, a canção está presente na cena de abertura de "Catman Comes Back", no final da primeira temporada de New York Undercover trnsmitido pela FOX.[6]
- No filme de 2012 de Quentin Tarantino, Django Unchained, a canção foi remixada com a canção de 2Pac "Untouchable".
- Parte da letra "I don't know karate, but I know crazy" foi usada por Magneto no filme de 2014 de Bryan Singer X-Men: Days of Future Past.